# Promolotra shankhaung
Espèce
Promolotra shankhaung est une espèce d'araignées aranéomorphes de la famille des Oonopidae.

## Distribution
Cette espèce est endémique de l'État Kachin en Birmanie,. Elle se rencontre vers Putao.

## Description
Le mâle holotype mesure 1,95 mm et la femelle paratype 2,23 mm.

## Étymologie
Son nom d'espèce lui a été donné en référence au lieu de sa découverte, Shankhaung.

## Publication originale
- Tong & Li, 2020 : A new genus and two new species of oonopid spiders from Myanmar (Araneae, Oonopidae). ZooKeys, no 931, p. 21-33 (texte intégral).